# Platygaster affinis
Platygaster affinis är en stekelart som beskrevs av Fouts 1925. Platygaster affinis ingår i släktet Platygaster och familjen gallmyggesteklar. Inga underarter finns listade i Catalogue of Life.